# Birgit Edenharter
Birgit Edenharter (* 28. September 1953 in Stuttgart) ist eine deutsche Schauspielerin und Synchronsprecherin.

## Leben
Birgit Edenharter ist die Tochter des Schauspieler-Ehepaares Annelies und Otto-Erich Edenharter und die Schwester des Schauspielers und Synchronsprechers Bodo Wolf.
Als Theaterschauspielerin war sie u. a. an den Bühnen in Gera, am Sächsischen Staatstheater, dem Deutschen Theater Berlin, an den Uckermärkischen Bühnen Schwedt und am Metropol Theater Berlin zu sehen. Von 1976 bis 1982 erlangte sie durch ihre Verkörperung der Schwester Monika, Tochter von Ferdinand Holz und Freundin von Jens Baumann in den Lustspielen Maxe Baumann, große Bekanntheit. Darüber hinaus war Edenharter auch im Fernsehtheater Moritzburg zu sehen, beispielsweise in Ein Fuchs zuviel (1984). Im Jahr 1986 verließ sie die DDR und lebte fortan in West-Berlin. Sie wirkte als Schauspielerin vor der Kamera von 1970 bis 2005 in mehr als 40 Film- und Fernsehproduktionen mit.
Seit 2004 ist Birgit Edenharter Mitglied des Ensembles des Berliner Kabaretts „Die Stachelschweine“.
Sie arbeitet auch als Synchronsprecherin.

## Filmografie (Auswahl)
- 1970: Mein lieber Robinson
- 1975: Lotte in Weimar
- 1975: Eine Stunde Aufenthalt (TV)
- 1975: Eine Pyramide für mich
- 1976: Heute Ruhetag (TV)
- 1976: Maxe Baumann: Ferien ohne Ende (TV-Reihe)
- 1976: Wenn einer was versprochen hat (TV)
- 1977: Drei Töchter – Armer Vater (TV)
- 1977: Umwege ins Glück (TV)
- 1977: Urlaub nach Prospekt (TV)
- 1977: Maxe Baumann: Keine Ferien für Max (TV-Reihe)
- 1977: Die Marquise (TV)
- 1977: DEFA Disko 77
- 1977: Die zertanzten Schuhe (TV)
- 1978: Ein Hahn im Korb (Fernsehfilm)
- 1978: Oh, diese Tante (TV)
- 1979: Maxe Baumann: Überraschung für Max (TV-Reihe)
- 1979: Für Mord kein Beweis
- 1979: Polizeiruf 110: Tödliche Illusion
- 1980: Alma schafft alle (TV)
- 1980: Polizeiruf 110: Die Entdeckung (TV-Reihe)
- 1980: Ein Vormittag im Hause Körner (TV)
- 1982: Das Fahrrad
- 1982: Benno macht Geschichten
- 1982–1986: Der Staatsanwalt hat das Wort (Fernsehserie, 5 Folgen)
- 1983: Der Fall Marion Neuhaus (TV)
- 1983: Mensch, Oma!
- 1986: Der Snob (Studioaufzeichnung)
- 1992: Der Rubel rollt (TV)
- 1999: Hinter Gittern – Der Frauenknast (Fernsehserie, 1 Folge)
- 2005: Ein Luftikus zum Verlieben (TV)

## Theater
- 1981: Krzystof Pankiewicz/Marek Alaszewski: Mitsommernachtstraum – Regie: Hans-Joachim Martens (Metropol-Theater Berlin)
- 1981: Louis Angely: Die Schneidermamsells – Regie: Günter Rüger (Kleine Bühne „Das Ei“ – Berlin)

## Hörspiele
- 1980: Barbara Neuhaus: Sein einziger Brief – Regie: Ingeborg Medschinski (Hörspiel – Rundfunk der DDR)
- 1980: Hans Christian Andersen: Däumelinchen (Krötensohn) – Regie: Gisela Pietsch (Hörspiel – Rundfunk der DDR)
- 1983: Linda Teßmer: 21:00 Uhr Erlenpark (Frau Berg) – Regie: Fritz-Ernst Fechner (Kriminalhörspiel/Kurzhörspiel – Rundfunk der DDR)
- 1983: Werner Heiduczek: Jana und der kleine Stern (Der große Stern) – Regie: Uwe Haacke (Kinderhörspiel – Rundfunk der DDR)
- 1985: Jacob Grimm/Wilhelm Grimm: Zaunkönig (Eule) – Regie: Uwe Haacke (Kinderhörspiel – Rundfunk der DDR)
- 1985: Vaclav Cibulka: Der Golem (Cecilia) – Regie: Uwe Haacke (Kinderhörspiel – Rundfunk der DDR)
- 1986: Michael Kautz: Gisa (Lydia) – Regie: Werner Grunow (Hörspiel – Rundfunk der DDR)
- 1986: Stephan Göritz: Das sprechende Bild (Madame Lecoq) – Regie: Uwe Haacke (Kriminalhörspiel – Rundfunk der DDR)